# Edmund Landau
Edmund Georg Hermann Landau (Berlín, 14 de febrero de 1877 - ibídem, 19 de febrero de 1938) fue un matemático alemán de origen judío que trabajó en el campo de la teoría de números y el análisis complejo.

## Biografía
Edmund Landau nació en el seno de una familia judía adinerada. Su padre fue Leopold Landau, un ginecólogo. Su madre, Johanna Jacoby, procedía de una familia de conocidos banqueros alemanes. Landau estudió matemáticas en la Universidad de Berlín, y obtuvo su doctorado en 1899 y su Habilitación (la calificación postdoctoral requerida en las universidades alemanas) en 1901. En 1905 contrajo nupcias con Marianne Ehrlich, hija del biólogo Paul Ehrlich, quien fue galardonado en 1908 con el Premio Nobel de medicina.
Landau enseñó en la Universidad de Berlín desde 1899 hasta 1909, y obtuvo una cátedra en la Universidad de Göttingen en 1909. A partir de la década de 1920, Landau fue fundamental en el establecimiento del Instituto de Matemáticas de la recién creada Universidad Hebrea de Jerusalén. Landau aprendió hebreo, con la intención de asentarse finalmente en Jerusalén. En la ceremonia de apertura de la Universidad Hebrea de Jerusalén, el 2 de abril de 1925, hizo una lectura en hebreo sobre el tema Problemas resueltos y sin resolver en teoría de números elemental. Negoció con el presidente de la universidad, Judah Magnes, respecto a los detalles de su posición en la universidad y el edificio que sería el lugar del Instituto de Matemáticas.
En 1927, Landau y su familia emigraron a Palestina, y comenzó a enseñar en la universidad hebrea. La familia Landau tuvo dificultades para adaptarse a las condiciones de vida primitivas disponibles entonces en Jerusalén. Además, Landau se convirtió en una pieza clave en una lucha por el control de la universidad entre Magnes, Jaim Weizmann y Albert Einstein. Magnes sugirió que Landau fuera nombrado rector de la Universidad, pero Einstein y Weizmann apoyaron a Selig Brodetsky. Landau estaba disgustado por la controversia, no de su propia creación, y decidió regresar a Göttingen. Permaneció en Gottingen hasta que un boicot antisemita orquestado por el joven Oswald Teichmüller, que destacaría posteriormente por su fidelidad al Fuhrer así como por la creación de los llamados espacios de Teichmuller, le obligó a dimitir en 1933. Posteriormente impartió clases solo fuera de Alemania. En 1939 se trasladó a Berlín, donde murió.

## Contribuciones
En 1903, Landau obtuvo una demostración mucho más simple de lo que ahora se conoce como Teorema de los números primos, y más tarde presentó el primer tratamiento sistemático de la teoría analítica de números en el libro Handbuch der Lehre von der Verteilung der Primzahlen, o simplemente Handbuch. También desarrolló importantes contribuciones a la teoría del análisis complejo. En particular, es todavía un problema abierto determinar las llamadas constantes de Landau, que cuantifican el teorema de la función abierta para funciones holomorfas definidas en el disco unidad. 
La famosa notación O grande-O pequeña, usada en el primer curso de Cálculo en cualquier facultad de matemáticas, se denomina notación de Landau en honor a su inventor. 
Landau era famoso por su rigor extremo y por su desprecio a las aplicaciones de las matemáticas, incluida la geometría. G. H. Hardy escribió que no había nadie tan apasionadamente dedicado a las matemáticas como Landau.

## Trabajos traducidos
- Foundations of Analysis, Chelsea Pub Co. ISBN 0-8218-2693-X.
- Differential and Integral Calculus, American Mathematical Society. ISBN 0-8218-2830-4.
- Elementary Number Theory, American Mathematical Society. ISBN 0-8218-2004-4.